# БА-9
БА-9 — опытный советский средний бронеавтомобиль межвоенного периода.

## История
Автомобиль был модернизацией бронемашины БА-6М, которая была по массе легче множества аналогов. По большей части, БА-6М на испытаниях оправдал ожидания, повысив максимальную скорость, но проходимость была низкой. Тогда на рассмотрение поступил проект облегченного варианта бронемашины, вооружённой 12,7-мм пулемётом ДК в башне и 7,62-мм пулемётом ДТ в лобовой части корпуса — БА-6М был вооружён тяжелее, однако крупнокалиберный пулемёт эффективно боролся с лёгкой бронетехникой и пехотой противника, а сама машины становилась легче на полтонны.
Новый бронеавтомобиль получил название БА-9 и был предъявлен на испытания спустя всего несколько недель. При боевой массе 4300 кг удалось получить чуть более высокую скорость, но ходовые характеристики не изменились. Тем не менее, в конце 1936 года поступило распоряжение начать серийный выпуск БА-9 и в следующем году изготовить не менее 100 единиц, однако сдать столько же пулеметов ДК было невозможно. В январе 1937 года помощник начальника АБТУ бригинженер В. Свиридов, курировавший вопрос поставок крупнокалиберных пулеметов, в письме И. Халепскому сообщал, что на 9 января отдел стрелкового вооружения готов сдать всего 50 ДК, в то время как их требовалось в 5 раз больше. С 3 по 5 марта 1937 года специально назначенная комиссия провела повторные испытания БА-9, в ходе которых выявилось неудовлетворительное крепление вооружения и рабочих механизмов, вследствие чего машину нужно было отправить на доработку. Но производство пулеметов ДК наладить так и не смогли, и дальнейшие работы по БА-9 пришлось прекратить (к испытаниям уже был готов второй опытный образец). Опытные образцы были радиофицированы и переданы в Московский и Ленинградский военные округа (по одной машине в каждый округ), где они находились, по крайней мере, 01.06.1941, в состоянии, пригодном для эксплуатации.